# 아산 신현리 미륵불
아산 신현리 미륵불(牙山 新峴里 彌勒佛)은 대한민국 충청남도 아산시 영인면 신현리의 인적이 드문 산기슭에 있는 미륵불이다. 1984년 5월 17일 충청남도의 문화재자료 제234호로 지정되었다.

## 개요
충청남도 아산시 영인면 신현리의 인적이 드문 산기슭에 있는 미륵불로, 넓고 판판한 화강암에 불상을 조각하였다. 높이 215㎝, 어깨 너비 106㎝이다.
머리에는 둥글고 큰 관(冠)을 쓰고 있는데, 일반적인 갓을 모방한 것 같다. 눈과 눈썹은 귀가 있는 부분까지 길게 조각되어 있으나 입은 이에 비해 작게 표현하여 엄숙한 인상을 풍긴다. 목에는 3줄의 삼도(三道)가 뚜렷하고, 옷은 양 어깨에 다 걸치고 있다. 목에 길게 걸려 있는 목걸이를 오른손이 가볍게 잡고 있다.
불상이라기보다는 스님의 형태에 가까우며, 민간 신앙의 측면에서 미륵정토를 기원하며 만든 것으로 보인다.
전체적인 보존 상태는 양호한 편이며, 조선시대에 만든 작품으로 추정된다.

## 참고 문헌
- 영인신현리미륵불 - 국가유산청 국가유산포털